# Calamomyia panici
Calamomyia panici är en tvåvingeart som först beskrevs av Ephraim Porter Felt 1908.  Calamomyia panici ingår i släktet Calamomyia och familjen gallmyggor. Inga underarter finns listade i Catalogue of Life.